# Dimitri Klépinine
Dimitri Andréïévitch Klépinine ou saint Dimitri de Paris (en russe : Димитрий Андреевич Клепинин), est un prêtre orthodoxe russe, résistant apatride dans Paris occupé, mort pour la France, martyr et saint.
Fils d'émigrés russes ayant fui la guerre civile, sensible au renouveau œcuméniste que propose le personnalisme de Berdiaev au sein du Mouvement Jeunes Orthodoxes, il est formé à l'Institut Saint-Serge de Paris et s'engage en 1930 à l'instar des YMCA évangéliques dans l'action sociale auprès des ouvriers et des s.d.f. Impliqué durant la Seconde Guerre mondiale dans l'assistance aux prisonniers du camp de Compiègne, il y est à son tour interné neuf mois pour avoir aidé à cacher des enfants « de race juive » et distribuer de faux certificats de baptême à leurs parents. Il est déporté à la mi-décembre 1943 à Buchenwald et meurt à Dora en vingt cinq jours.
Juste parmi les nations cité le 16 juillet 1985, il est canonisé le 16 janvier 2004 en même temps que sa supérieure, Mère Marie, le lecteur Georges Skobtsov fils de celle-ci, et Élie Fondaminsky-Bounakov. Ces quatre martyrs sont, avec le juste Alexis Medvedkoff, prêtre à Ugine, les cinq premiers saints de l'Église russe d'Occident.

## Biographie

### Enfance à Odessa (1904-1916)

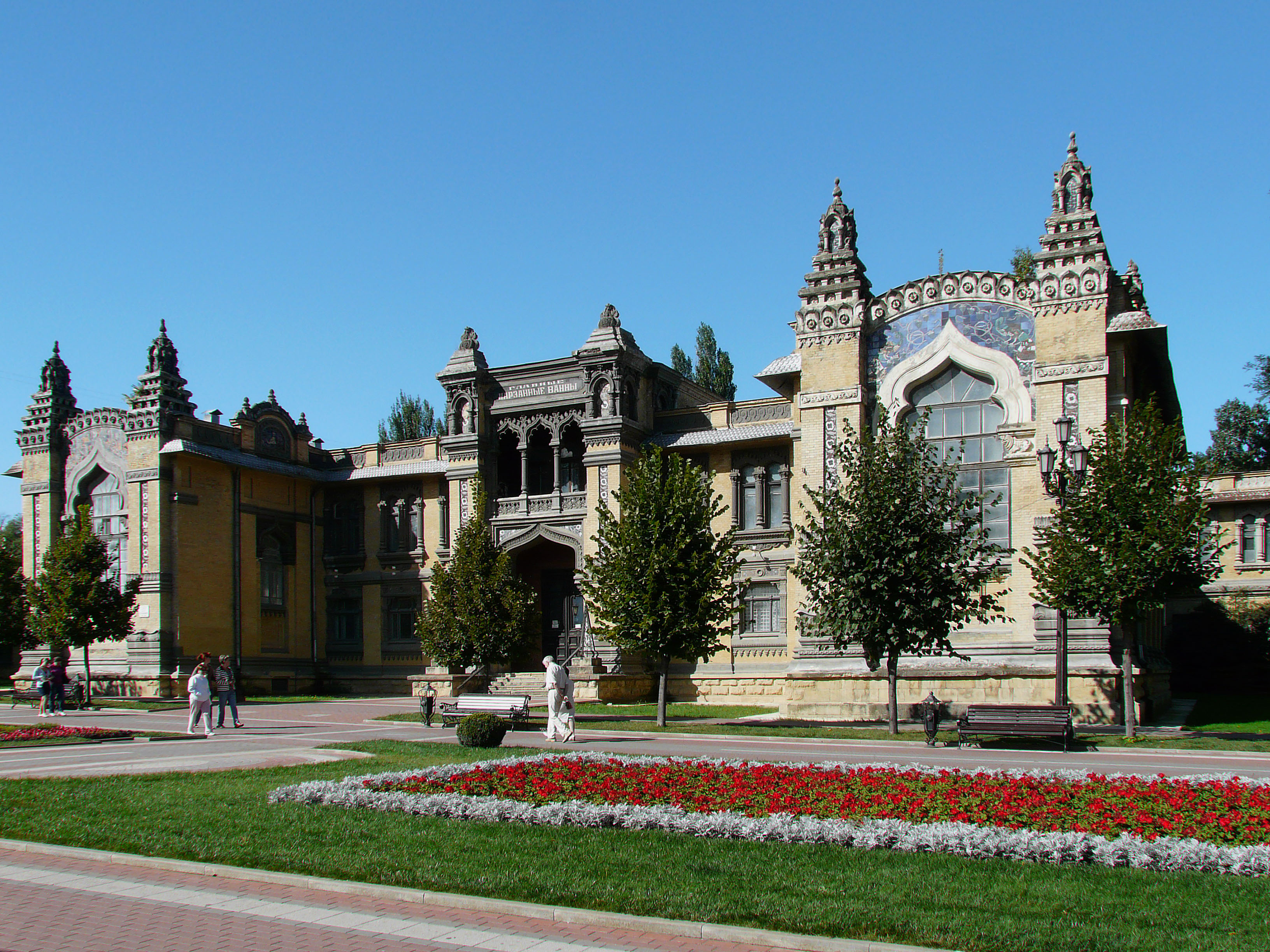
Les Grands bains Narzan construits dans un style orientalisant dit anglo-indien par Andréï Nikolaïévitch à Piatigorsk entre 1901 et 1903, aussitôt complétés par l'ultra moderne « Grand hôtel » du futur député Takhtamiroff.

Dimitri Andréïévitch Klépinine est le troisième et dernier enfant de Sofia Alexandrovna Stépanova, une femme née en 1873 à Iekaterinbourg qui a reçu une formation en pédagogie, et d'Andreï Nikolaïévitch Klépinine (ru), un architecte originaire de la même ville qui a conçu plusieurs églises. À Piatigorsk, petite ville d'eaux du Caucase, ce père est l'ingénieur civil du chantier de la célèbre station thermale, où il réalisera l'établissement de cure et plusieurs villas, tandis que non loin de là, à Essentouki, un autre centre thermal se développera sous l'impulsion d'un de ses familiers, le docteur Michel Zernoff. C'est l'écrivain Dimitri Merejkovski, mari de la cousine de Sofia Alexandrovna, Zénaïde Guippius, qui est le parrain. Les deux parents de l'enfant sont musiciens, croyants non pratiquants, plus proches d'une philosophie théiste que de la religion orthodoxe.
Quelques mois après sa naissance, Dimitri manque d'être emporté par une pneumonie. Donné pour mourant par le médecin, sa mère prend sa main pour faire faire son signe de croix à l'enfant ventilé par ballon. De cette vraisemblable primo infection tuberculeuse, il conservera une faiblesse et il souffrira d'un retard de croissance qu'il ne rattrapera qu'à l'âge de quatorze ans au prix d'un régime diététique très surveillé.
En 1906, la famille s'installe à Odessa, où le père réalisera trois immeubles pour la Compagnie russe de navigation et de commerce, l'un des plus grands armateurs de l'Empire. Sophie Alexandrovna participe à la fondation d'une bibliothèque et ouvre dans la maison familiale de la rue Lermontoff une école nouvelle où les enfants apprennent à se gérer collectivement et où le petit Dima est scolarisé. C'est en partie de sa mère, qui assure le catéchisme, que celui-ci reçoit son instruction mais aussi des professeurs invités. Il poursuit ses études secondaires dans une école technique . Il pratique l'aviron, le tennis, le vélo, la natation.
Quand la guerre éclate, son frère aîné, Nicolas Klépinine (ru), qui a quinze ans, est trop jeune pour intégrer l'Armée des volontaires et attend 1916 pour s'engager comme officier dans le régiment de grenadiers à cheval de la Garde impériale (ru). Il deviendra un théoricien de l'eurasisme proche de Georges Vièrnadski (en) et fera une carrière d'historien.

### La guerre civile (1917-1919)
Dimitri Andréïévitch a treize ans quand éclate la Révolution soviétique et qu'il voit les Forces Armées du Sud de la Russie du général Dénikine affronter l'Armée rouge. À la Terreur rouge répond une Terreur blanche. À Odessa même, un gouvernement local, initialement menchévique, est créé le 9 juin 1917, le Roumtcherod. Sophie Alexandrovna assume un poste de juge de paix. Elle met en place une œuvre de secours pour les nombreuses personnes jetées à la rue par le chômage.
Le 31 janvier 1918, le Roumtcherod, où les bolchéviques ont désormais la majorité, proclame la République soviétique d’Odessa. Deux jours plus tôt, le soviet de la flotte de la mer Noire, appuyé par l’artillerie du croiseur Almaz et des cuirassés Sinop et Rostislav, anéantissait la résistance des Cadets, junkers et haïdamaks de la ville. Dès le 13 mars, l'armée blanche du colonel Drozdovski, dans une longue marche de Iași au Don pour rejoindre l’Armée des volontaires du général Kornilov, s'empare d’Odessa et la transfère, selon les termes du traité de Brest-Litovsk signé dix jours plus tôt, à l’administration militaire austro-allemande mais c'est, pendant une année, la guerre civile qui règne, les bandes armées dans la campagne, l’agitation politique dans une ville privée de ravitaillement agricole. L’Armée noire occupe la Podolie voisine.
Le 18 décembre, la marine française, soutenue par la mission Berthelot, débarque, sans qu'en ville les dissensions et les affrontements ne cessent. L'année suivante, Dimitri Andréïévitch s'engage comme matelot dans le corps des Volontaires de la Marine marchande, qui a succédé à la Ropit et où son père a conservé son poste.
Quand le 1er avril 1919, les Français évacuent le port, il ne faut pas une semaine pour que les troupes de l’ex « ataman » Grigoriev établisse l'autorité de la République socialiste soviétique d'Ukraine. La mère du matelot est arrêtée par le NKVD. Laissé à lui-même, l'adolescent de quatorze ans, désemparé, se réfugie dans une église et connaît là, les mains derrière le dos, un moment de stupeur. Jusqu'alors irréligieux, il éprouve intérieurement une conversion soudaine mais, rabroué par une moniale pour son attitude et son ignorance du rituel, il se conforte dans sa prévention pour l'Église. Sa mère est libérée au terme de quelques semaines par un officier de la Tchéka, une femme connaissant son action en faveur des défavorisés, grâce au témoignage d'un distributeur de tracts, juif, pour lequel elle avait prononcé la relaxe.

### Exil et vocation (1920-1924)
En 1920, la famille s'exile à Constantinople, siège du patriarcat œcuménique. Le matelot Dimitri Andréïévitch les rejoint. Il poursuit au côté de sa sœur Tania sa scolarité au Collège Robert, établissement américain. Tandis que son père tente de reprendre une activité au sein de la Ropit, sa mère rejoint son propre frère malade à Yalta. L'évacuation de Sébastopol en novembre 1920 par l'Armée russe blanche du général Wrangel, où combat l'aîné (ru), signe la fin de toute chance de restauration et la réunion de la famille dans l'exil.
En 1921, un poste à la Standard Oil ayant appelé son père à Belgrade, Dimitri Andréïévitch y émigre avec sa famille, loin d'une Ukraine ravagée par la première grande famine. Dans la banlieue de Belgrade, les Klépinine retrouvent les Lopoukhine, les Troyanoff (ru) et les enfants Zernoff, qui sont eux, dans un logis rudimentaire, surnommé l'Arche.
Un cercle Saint-Séraphin, animé par des étudiants, y organise des discussions et des comptes rendus sur les causes et le sens de l'effondrement de la Sainte Russie, sur les projets du maintien de sa tradition et du renouvellement de sa spiritualité. C'est là que Dimitri Andréïévitch se lie à Nicolas Zernoff (en), étudiant en théologie de la génération de son frère dont la famille a connu les mêmes tribulations à travers le Pont euxin. C'est là qu'il entend l'évêque saint Nicolas Vélimirovitch et le métropolite Antony Khrapovitski (ru) mais aussi Basile Zenkovski (ru) et Serge Bezobrazoff (ru), promoteurs d'une foi orthodoxe rénovée, et s'oriente vers une carrière ecclésiastique dans la voie que théorise son frère, celle de communautés vivant dans le siècle.
À la rentrée de cette année 1922, le jeune homme est inscrit à l'université de Belgrade. Il adhère au nouveau Mouvement chrétien des étudiants de Russie (MCER), dont son frère est le représentant de la section locale.
La mort subite de sa mère le 24 février 1923, conclusion d'une coronopathie qui aura duré deux ans et demi, l'entraîne un peu plus dans la voie mystique, le jeune homme trouvant un réconfort dans la conviction de la survie de l'âme de la défunte. Sur la tombe de celle ci, il éprouve ce qu'il décrira comme une révélation de la vanité de ses souffrances personnelles et de la légèreté du « joug du Christ ». Il retrouve une conversation avec la défunte à travers son journal et la prière.
Il se rend plusieurs fois au monastère de Hopovo, siège en exil de l'Action chrétienne des étudiants russes, ACER, auprès du père Alexis Niélouboff, dont il fait son confesseur. Il est reçu dans son monastère par Benjamin Fédtchenkoff (en), aumônier des Forces Armées du Sud de la Russie en déroute. Il rencontre l'archevêque. La lecture de Jean de Cronstadt le marque profondément.

### Séminariste à Paris et New York (1925-1929)

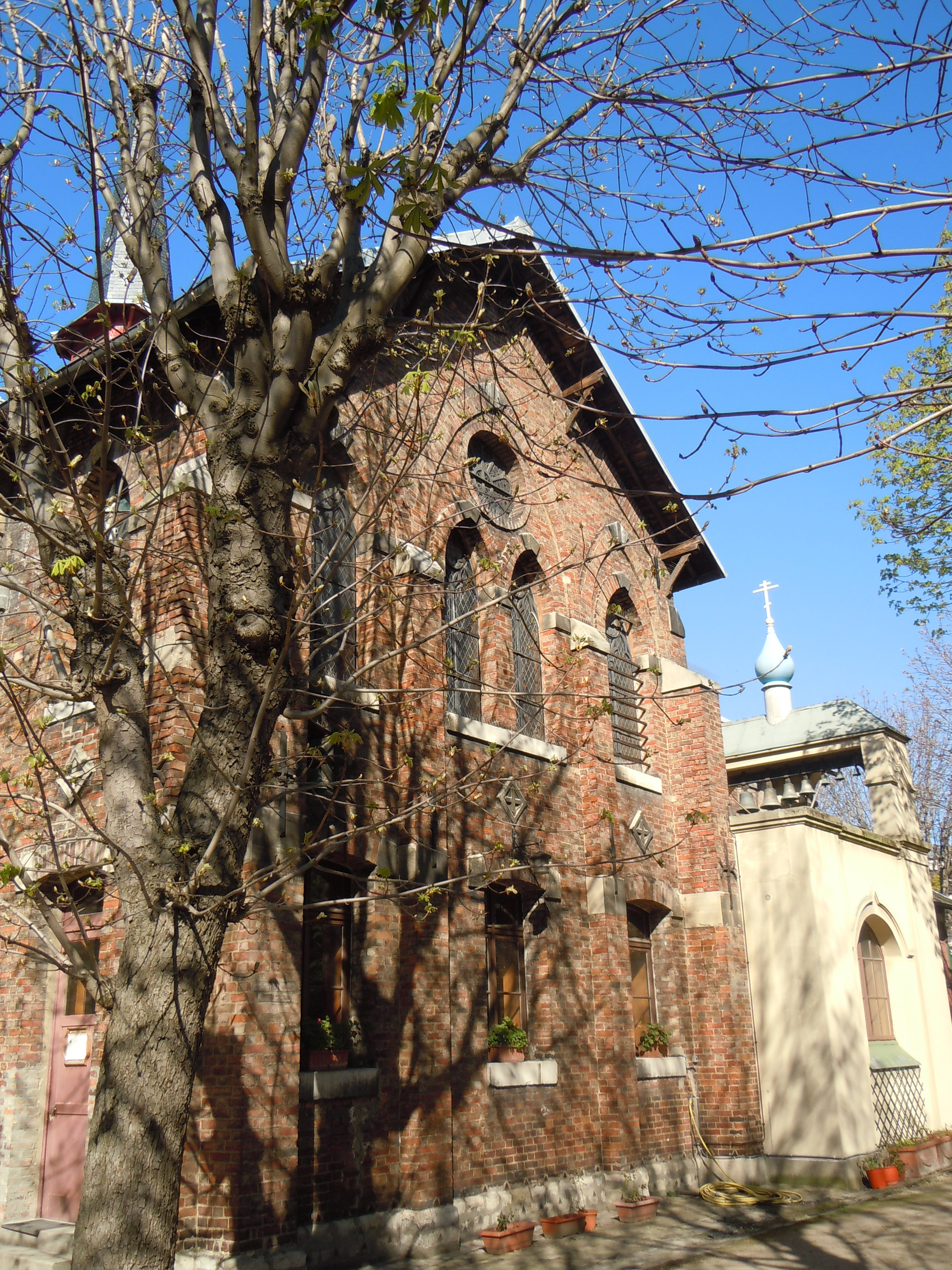
L'église Saint-Serge de l'Institut de théologie orthodoxe en 2014. En 1926, deux dortoirs au sous sol de cette ancienne église luthérienne construite en 1864 accueillent vingt quatre séminaristes, très à l'étroit et sans confort.

En novembre 1925, grâce à un passeport Nansen, Dimitri Klépinine est envoyé à Paris pour entreprendre des études de théologie à l'Institut Saint-Serge, procure de la Laure de la Trinité-Saint-Serge, désormais fermée. Avec vingt deux autres impétrants, il rejoint au 93 rue de Crimée les guides spirituels rencontrés à Belgrade, Basile Zenkovski (ru), Serge Bezobrazoff (ru) et Benjamin Fédtchenkoff (en), qui depuis le printemps précédent y dispensent leurs enseignements à dix séminaristes sous la direction du père Boulgakoff, philosophe de formation revenu du marxisme et apôtre d'une théologie de la sagesse. Il participe à la Confraternité de Saint Alban et Saint Serge (en), qu'animent Nicolas Zernoff (en) et sa femme Militza Lavrova.
Il est rejoint à Paris l'année suivante par son frère. Nicolas Klépinine (ru) collabore à la revue quadrimestrielle La Voie sous la direction du personnaliste Nicolas Berdiaev et trouve un emploi chez son éditeur, le bureau parisien de l'YMCA, Union Chrétienne de Jeunes Gens, qui est un mouvement œcuménique engagé dans le christianisme social et l'évangélisation des ouvriers. L'YMCA de la rue Saint-Didier contribue au financement de l'Institut Saint-Serge et prête un local, 10 boulevard du Montparnasse, entre le square du Croisic et Les Enfants malades, pour servir de siège à l'ACER. Les deux frères participent aux conférences de l'Académie spirituelle et religieuse Berdiaev.
À partir de 1927, Dimitri Klépinine reçoit à l'Institut Saint-Serge l'enseignement du professeur Vycheslavtseff,, spécialiste de l'histoire et la philosophie du droit que Nicolas Berdiaev fait venir de Berlin et qui devient le co-rédacteur en chef de son frère. Celui-ci se fait l'intime du cinéaste Sergueï Efron et la poétesse Marina Tsvetaieva. De son côté, le prêtre impétrant, à la recherche d'une épouse qui accepte de l'accompagner dans son futur sacerdoce, ne rencontre auprès des jeunes filles, avides de modernité, que des déconvenues, qui préoccupent jusqu'au métropolite Euloge.
À la rentrée 1928, la formation spirituelle de Dimitri Klépinine est supervisée par l'archiprêtre Serge Tchetvérikoff (ru), nouveau président de l'ACER venu de Bratislava (anciennement Presbourg). Le séminariste rédige un mémoire de fin d'étude intitulé Le cœur et la raison dans la prière de Jésus qui ne sera soutenu qu'en 1931; il a été ordonné lecteur le 8 octobre 1927. En septembre, une bourse d'études accordée par l'église épiscopalienne lui permet de parachever sa formation par un semestre œcuménique au Séminaire théologique de New York consacré à saint Paul.

### Ministère auprès des ouvriers (1930-1934)
De retour de New York, au printemps 1930, le frère Klépinine se rend dans la paroisse Saint-Nicolas de Presbourg pour aider les dix missions orthodoxes qui avaient été mises en place à travers la Slovaquie par son professeur de théologie, le père
Tchetvérikoff (ru). À l'été, il est de retour à Paris pour participer au camp estival de l'ACER, qui se tient cette année à Montfort-l'Amaury. À la fin de l'année, malheureux d'avoir été éconduit par Sophie Chidlovski, il retourne en Yougoslavie, pour contribuer une année durant à la pastorale auprès des ouvriers de la mine de cuivre, qui a été ouverte en 1903 à Bor, dans les montagnes orientales de Serbie, où son père, ingénieur civil, travaille depuis près de dix ans. C'est là qu'il est nommé chantre.
Revenu en 1931 à Paris, il est affecté par l'exarchat en tant que lecteur et chef de chœur au service de l'église de la Présentation de la Mère de Dieu au Temple. Alors située 10 boulevard du Montparnasse, cette église ne sera transférée en son emplacement actuel, 91 rue Olivier-de-Serres, qu'en octobre 1936. La paroisse, aujourd'hui encore siège de l'Action chrétienne des étudiants russes qui ne fera l'acquisition de ses bâtiments qu'en 1948, est située dans le nord de Vaugirard. Lui-même habite chez son frère Nicolas (ru), rue des Plantes. Son ministère s'étend au-delà de la zone à la banlieue, en particulier à Billancourt, où quelque quatre mille russes blancs, composent un cinquième de l'effectif des usines Renault.
Ce sont des soldats restés un temps encadrés par leurs officiers aristocrates, des petits fonctionnaires autorisés à partir de 1922 à émigrer dans le cadre de la NEP, des diplomates expulsés à la suite de campagnes de purge. Bientôt suivis par les intellectuels soviétiques fuyant la Grande terreur, ils se fondent dans la population française rapidement tout en continuant à se rassembler autour de l'église Saint-Nicolas et une dizaine d'autres chapelles éparpillées dans la banlieue, mais la crise de 1929 en a relégué un petit nombre dans la condition de chômeurs secourus par les œuvres de bienfaisance de la princesse Zénaïde Youssoupoff et du grand-duc Paul Romanoff.
Dimitri Klépinine se déplace dans les différentes églises de l'exarchat de Paris pour assister les célébrants en manque d'acolytes. Ecclésiastique ouvrier avant l'heure, il trouve, pour subvenir à ses besoins, des emplois précaires, manœuvre, laveur de carreaux, cireur de parquets... L'été, il continue de participer aux camps de vacances qu'organise l'ACER. Il y anime la chorale et se fait aide cuisinier.
À partir de 1933 et la montée du nazisme, la plupart des russes blancs se sont rendus aux évidences et ont renoncé à la restauration du tsarisme. La nationalité russe est proposée à certains et les intellectuels eurasistes sont approchés par le Komintern. Nicolas Klépinine (ru) adhère à l'Union du retour à la patrie, qui est en réalité une officine du Guépéou
En 1935, il n'y a plus que trois cents russes blancs à travailler chez Renault. Ils ont été remplacés par une main-d'œuvre immigrée plus internationale, parfois désocialisée, parfois syndiquée, qui fuit les persécutions du fascisme, du franquisme, du nazisme, et n'a pas de lien avec l'orthodoxie. À l'instar des prêtres ouvriers, le lecteur Dimitri Klépinine est confronté à la déchristianisation, la misère ouvrière et l'alcoolisme. C'est comme un acte de charité dans le monde et pour le monde qu'il appréhende la vie religieuse. Il n'envisage donc pas de vie monastique ni d'action religieuse qui se limite à la prière mais une vie au « désert des cœurs humains ».

### L'Action orthodoxe (1935-1939)
En 1935, le psalmiste Klépinine, qui ne porte la soutane que pour la messe, a l'occasion d'assister aux offices dans une mission que la secrétaire centrale du Mouvement de la Jeunesse Chrétienne Étudiante Russe, Marie Skobtsova, et le recteur Lev Gillet, aumônier des prisons, ouvrent à Vaugirard, dans le sud-ouest de Paris, le 27 septembre de cette année après près d'un an de travaux. Le nouvel établissement vient dans le prolongement d'un foyer pour jeunes femmes, fondé trois ans plus tôt 9 villa de Saxe. Il est situé au 77, rue de Lourmel, à deux kilomètres au nord-ouest de l'endroit où est transférée en octobre 1936 l'église de la Présentation de la Mère de Dieu. Remplacé à la fin des années soixante-dix par un immeuble collectif, c'est alors un modeste et banal hôtel particulier désaffecté de dix-huit chambres. Il est doublé dès l'automne 1936 d'une autre villa, 43, rue François-Gérard. Le centre d'action sociale de mère Marie offre le spirituel, une salle de conférence animée en particulier par Nicolas Berdiaev, Georges Fiédotoff (ru), Ilya Bounakoff, mais aussi, grâce à des donateurs américains et une subvention de la mairie, le matériel, un hébergement à des immigrés russes qui travaillent mais sont provisoirement sans abri ou sans papiers, ainsi qu'une cantine où remplir chaque midi contre un franc cinquante une gamelle à réchauffer. Le poste de cuisinier est confié à un patient sorti de l'asile. L'œuvre sera connue sous le nom de Cause orthodoxe ou celui de la revue qu'elle édite à partir de 1939, Action Orthodoxe.

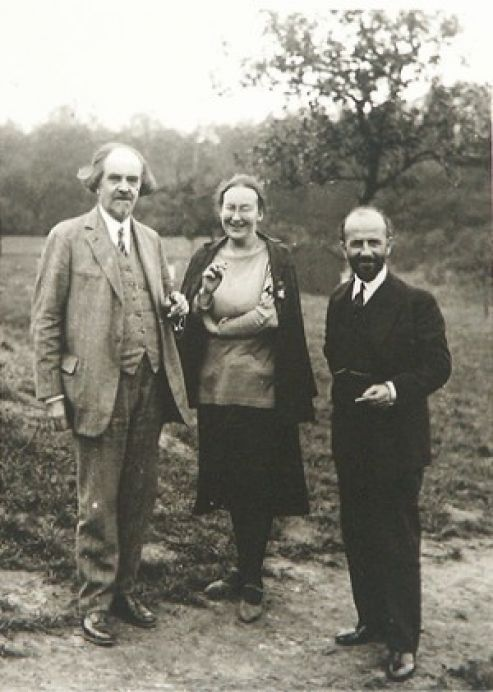
Nicolas Berdiaev et Marie Skobtsova en 1938, figures de la philosophie et de la pratique orthodoxes dans le monde moderne.

Le fond de la cour est occupé par un garage en brique juste assez large pour une voiture, où le père Lev Gillet, soucieux de laisser aux nécessiteux toutes les chambres disponibles, dort à même le sol. Quand celui-ci, à l'automne 1937, part pour Londres où il est appelé à prendre la direction d'un foyer de réfugiés juifs, ses successeurs, le père Euthyme Vendt, l’archimandrite Cyprien Kern (ru), le père Valentin Bakst, utilisent le local comme confessionnal. Dimitri Klépinine y aménage, plus particulièrement pour les malades, un oratoire, qui est souvent utilisé pour le service funèbre. Dédié à saint Philippe métropolite de Moscou, il sera consacré en 1939 sous le nom d'église de l'Intercession. L'abnégation du jeune lecteur lui vaut l'estime de sa supérieure et la reconnaissance de l'exarchat, soulagé d'avoir trouvé enfin un clerc promis à la prêtrise avec lequel s'entend l'excentrique mère Marie, femme deux fois divorcée peu encline à ménager les positions établies qui n'hésite pas à récuser l'archimandrite Cyprien Kern, trop traditionaliste et pas assez compassionnel.
Resté sur son échec amoureux de l'été 1930, Dimitri Klépinine ne peut accéder au sacerdoce tant qu'il ne se marie pas. Conspiration discrète de son évêque Euloge , il fait la rencontre de Tamara Fiodorovna Baïmakov, militante de l'ACER de sept ans son aînée qui travaille à l'YMCA, et, le 12 juillet 1937, l'épouse. Le mariage est célébré en Normandie à Colombelles, paroisse d'un collègue de l'Institut Saint-Serge. Elle lui donnera l'année suivante, le 10 juin 1938, une fille, Hélène, puis, en août 1942, un fils, Paul, et lui survivra jusqu'en 1987. Le 5 septembre 1937, il est ordonné diacre, le 12, prêtre en la cathédrale Saint-Alexandre-Nevsky, rue Daru, par le métropolite Euloge (en), de Paris, en présence de Mgr Serge, de Prague. Le couple est logé rue Jouvenet, de l'autre côté de la Seine. Conformément à la tradition, le nouveau prêtre laisse désormais pousser barbe et cheveux.
La même année, son frère est recherché par la police, qui le soupçonne d'être impliqué dans l'assassinat d'un agent soviétique retourné, Ignace Reiss. Bientôt suivi par Serge Efron puis Marina Tsvetaieva, Nicolas Klépinine (ru) est rapatrié avec les honneurs à Moscou, mais dans la nuit du 6 ou 7 novembre 1939, il sera arrêté par le NKVD avec sa fille Sophie et sa femme Antonine, qui est l'arrière-arrière-petite-fille du vice-amiral Korniloff (ru), la fille du zoologue Nikolai Nassonoff (en) et la sœur de l'ingénieur Vsiévolod Nassonoff (ru), ainsi qu'Alexeï Vassiliévitch Sezemann, le premier des deux fils alors âgé de vingt-cinq ans que celle-ci eut de son premier mari et qui survivra. Condamné avec Serge Efron et Émilie Litauer pour espionnage au profit de la France au terme d'un longue instruction émaillée de manœuvres diplomatiques, il sera emprisonné à Orel le 28 juillet 1941, torturé et fusillé le 28 août, sa femme mourant vraisemblablement quelque temps plus tard à la suite d'une grève de la faim dans une prison de Moscou. Sophie Nikolaïevna, la nièce du père Klépinine, deviendra journaliste scientifique, employée à la maison musée (ru) de Marina Ivanovna Tsvétaïéva à Bolchévo (ru) où furent hébergés puis arrêtés ses parents, et mourra en 2000 à l'âge de soixante et onze ans.

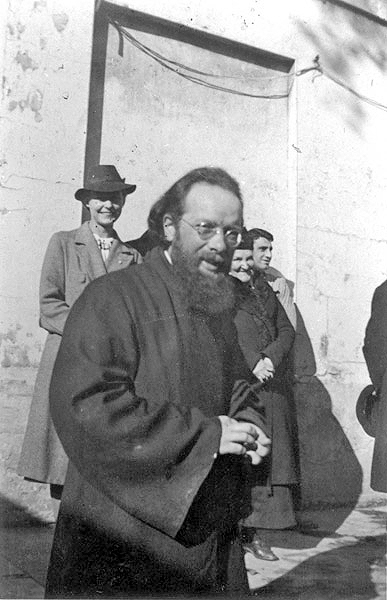
Le père Klépinine en décembre 1939 au sortir de l'église de l'Intercession, 77, rue de Lourmel.

Sa première année de sacerdoce, Dimitri Klépinine la passe à seconder 91, rue Olivier-de-Serres l'officiant de l'église de la Présentation de la Mère de Dieu, le prêtre Léon Lipérovski (ru), lui-même second du recteur de la paroisse Saint-Nicolas à Sainte-Geneviève-des-Bois qui s'est constituée autour d'une maison de retraite financée par la princesse Vera Mestchersky. En octobre 1938, il est nommé recteur de la paroisse de la Sainte Trinité à Ozoir-la-Ferrière, campagne à l'est de Paris où une sorte d'embryon de ville nouvelle accueille un grand nombre d'immigrés. Il est rappelé dès l'automne suivant à la rue de Lourmel, où il est nommé recteur le 10 octobre 1939.
Au début de la guerre, le nouveau recteur, en tant qu'apatride protégé par un passeport Nansen que la France lui renouvelle régulièrement, est, aux termes des dispositions légales françaises, astreint au service militaire et passe, pour recensement, en conseil de révision, mais il n'appartient pas alors aux classes mobilisables.
Le père Dimitri consacre une grande partie de son temps aux enterrements. Il est très sollicité, souvent par des femmes isolées. Il répond en écoutant socratiquement les confessions, en visitant les malades de son ressort, les hôpitaux Laennec et Boucicaut, en apportant la communion aux malades, en priant des nuits entières. Il soigne un alcoolique en lui faisant boire de l'eau bénite et ne l'autorise à  communier que comme une récompense d'un changement sincère.

### Résistance et secours des enfants persécutés (1940-1942)
À partir de juin 1940, l'Occupation fait passer délibérément le père Klépinine, qui a étudié Mein Kampf, et Mère Marie, parfaitement conscients de leur engagement, du service des exclus à celui des persécutés. Le foyer de la rue de Lourmel cache des prisonniers de guerre évadés, dont Boris Vildé, fondateur du réseau du Musée de l'Homme. Depuis que la « loi » du 4 octobre 1940 autorise leur arrestation, des familles d'origine russe, souvent habituées de la cantine, désormais catégorisées « de race juive » par l'État français, y confient leur sort et leurs enfants, certains nés français mais déchus de leur nationalité par le décret du 22 juillet 1940. Il s'agit, pour répondre aux critères définis par le statut des Juifs du 3 octobre 1940, d'attester pour un conjoint ou pour un enfant qu'au moins deux grands parents sont de religion orthodoxe, attestation qui sera délivrée à partir du certificat de baptême par le secrétariat de l'exarchat. En outre, de l'argent, que Tamara Klépinine est chargée de cacher, est distribué.
Le père Dimitri va bien au-delà, délivre des certificats d'appartenance à la paroisse, que les familles soient communistes ou juives, le but premier étant de délivrer un certificat de baptême qui permette d'échapper au zèle de la police française et ses Brigades spéciales.
Pour ce qui est des enfants, qui appellent tendrement le père Dimitri Batiouchka (Батюшка, petit père), l'acte ne permet pas en lui-même de les sauver, mais, outre qu'il leur délivre un témoignage d'affection paternelle et d'autorité bienveillante, ce qui dans ces circonstances n'est pas la moindre des choses, entre dans une stratégie de résistance à laquelle contribuent également les organismes qui cachent les enfants, tels les Quakers, et les fabricants de faux papiers, tel au sein du Komintern César Covo. La liaison avec la Résistance est assurée par Tania, la sœur puinée du père Dimitri qui est poursuivie par la Gestapo. Le réseau, informel, se constitue dès l'été 1941 autour d'un « Comité d’aide aux détenus de Compiègne » quand le père Klépinine organise des visites pour les prisonniers internés dans le camp de Royallieu. À partir de décembre 1941, il participe à la confection et la distribution de colis pour les détenus qui y sont en attente de déportation, spécialement les « Juifs », c'est-à-dire les plus nécessiteux.
De faux certificats, quatre vingt à cent, sont également délivrés aux adultes, initialement des conjoints juifs de russes orthodoxes. Cela représente un peu plus de 3 % des 2 560 persécutés, sur les 75 721 visés par le régime de Vichy, qui échapperont à la déportation. Si un certificat de baptême n'est pas suffisant pour établir l' « aryanité » de son détenteur, la distribution qui en est faite permet à quelques personnes d'obtenir des sauf conduits auprès de fonctionnaires français complaisants. Le père Dimitri n'hésite pas à braver le couvre feu pour prévenir des familles persécutées d'une arrestation imminente dont le réseau a été prévenu et les emmener jusque chez lui. Il n'hésite pas non plus à cacher hommes, femmes et enfants en fuite dans l'oratoire de la rue Lourmel. À la suite de la rafle du Vélodrome d'Hiver, stade qui se trouve à quinze minutes à pieds, il héberge dans une des chambres où il loge, sous les toits, une famille, qui doit précipitamment s'enfuir de nouveau, un jour d'août 1942, par un escalier dérobé quand la police vient perquisitionner. C'est alors qu'il choisit pour parrain de son fils qui vient de naître un ingénieur des Ponts et chaussées, Georges Kazaktchkine, dont la femme, Judith, serait tenue de porter l'étoile jaune.
Au total, plusieurs centaines de faux certificats sont émis sans qu'il n'y ait eu aucune cérémonie. Pour les rendre crédibles, le père Klépinine invente des noms et des biographies, et, pour que sa mémoire ne soit pas éventuellement prise en défaut, constitue un fichier parallèle reprenant soigneusement à côté de chaque photographie tous les détails. Les fausses fiches sont discrètement marquées d'un t. Quand en 1942 un fonctionnaire de l'exarchat, cédant à une pression policière, demande à viser le registre paroissial, le recteur oppose un refus ferme : « Tous ceux qui m’ont demandé le baptême l’ont fait indépendamment de toute motivation étrangère et sont devenus mes enfants spirituels. Ils sont désormais sous ma protection. Votre démarche est due visiblement à des pressions extérieures et revêt un caractère policier. En conséquence, je suis contraint de rejeter votre demande ».

### Arrestation et internement à Compiègne (1943)
C'est finalement la Gestapo elle-même qui, vient le dimanche 8 février 1943 perquisionner l'établissement de la rue de Lourmel. Le sous-diacre Youri Skobtsoff, qui est le fils de Mère Marie tout juste âgé de vingt et un ans, est arrêté avec en poche une lettre d'une Juive demandant, un certificat de baptême. Le père Klépinine est convoqué pour le lendemain avec mère Marie Skobtsova contre la promesse de libérer le jeune Youri.
Accompagné par une des bénévoles qui témoignera, le père Klépinine, au début d'un interrogatoire qui durera quatre heures, ne nie pas les faits, se déclare seul responsable mais évite les provocations. Toutefois, quand il reprend l'officier qui lui parle de « youpins », il est giflé violemment au visage. S'entendant demander les motifs de sa sollicitude, il répond en montrant son crucifix « Et ce Juif-là, vous le connaissez ? ». Frappé une seconde fois, il tombe à terre. L'officier lui propose de déclarer qu'il ne s'occupe que du service religieux, ce que le prêtre refuse, et le ramène rue de Lourmel pour arrêter à son tour Marie Skobtsova.
L'enquête conclue, le père Dimitri est arrêté une seconde fois le 12 février 1943 et interné au fort de Romainville, où sont déjà enfermés mère Marie et son fils et où le rejoignent ses collaborateurs, Théodore Pianoff, puis Georges Kazatchkine et enfin le cuisinier, un des ex patients de l'asile, Anatole Viskovski. Trois semaines plus tôt, en sortaient celles qui allaient former le convoi du 24 janvier.

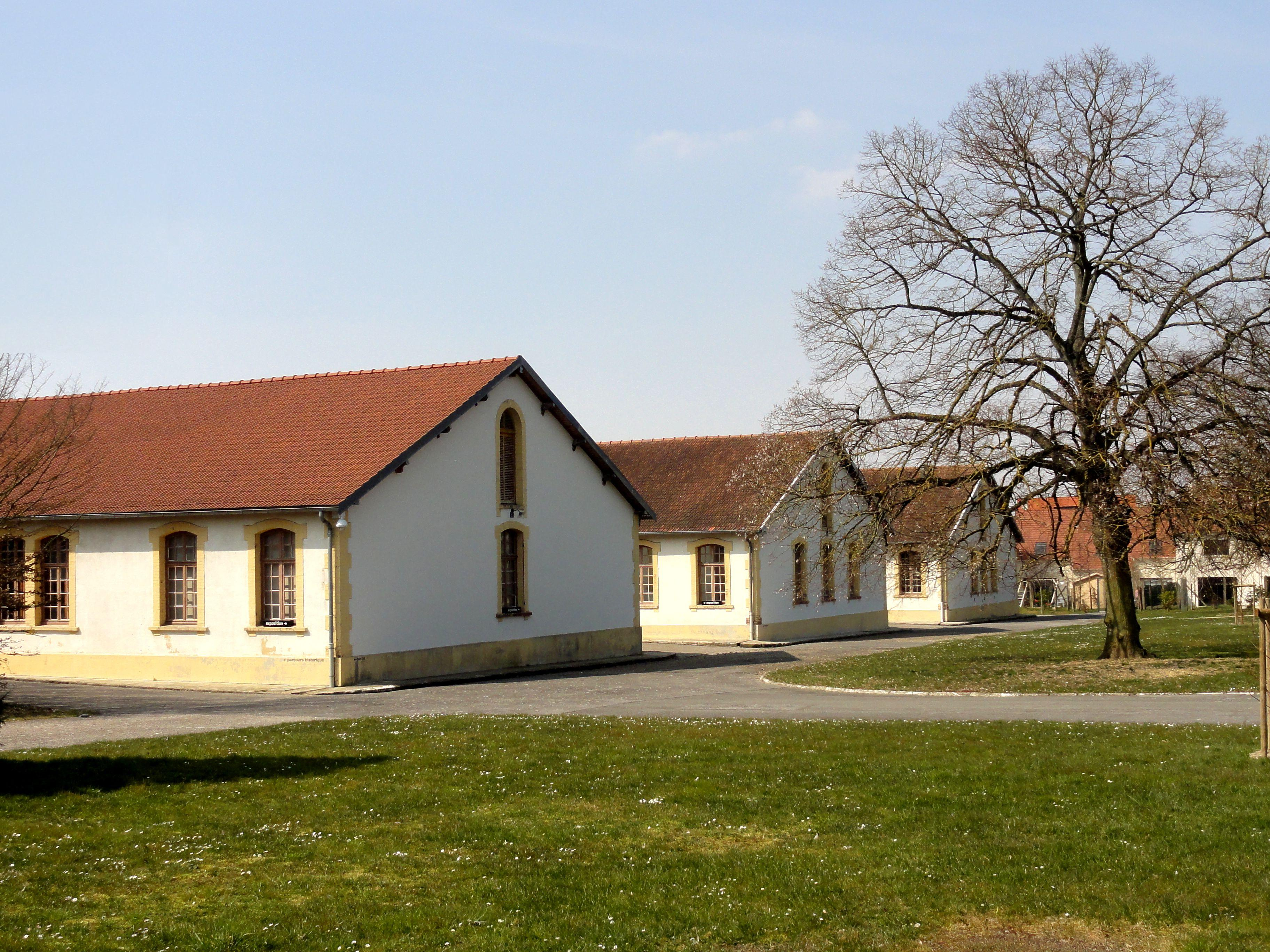
Les dortoirs du camp de Royallieu étaient entourés de barbelés et surveillés par des miradors. C'est là, neuf mois durant, que le père Klépinine passe la plus grande partie de sa détention.

Un mois plus tard, l'Action orthodoxe est interdite et les cinq hommes sont expédiés à Compiègne, au camp de Royallieu, Frontstalag 122 gardé par le hommes du SD que commande le « capitaine d'assaut » SS Heinrich Illers (de). Ils sont affectés à la section C, la plus dure, celle qui connait une forte mortalité, mais après un temps de famine, ils sont autorisés à recevoir des colis de leurs familles. Le père Klépinine s'empresse de dilapider le contenu des siens aux moins chanceux. Pour amuser un groupe de jeunes femmes, un soldat allemand le bouscule et le frappe en le moquant de « Juif ! Juif ! ».
Le père Klépinine organise la lecture d'un commentaire de l'Évangile à laquelle assistent les prisonniers orthodoxes, Russes, Grecs, Serbes, et prépare Youra à la prêtrise. Il consacre dans les dernières travées d'un dortoir, face à deux fenêtres, une iconostase faits de bancs et de tables renversés contre les châlits où il officie quotidiennement, confesse, console, baptise. La liturgie terminée, il laisse la place à un collègue catholique. Dans une dernière lettre, il dit son acceptation du martyre, sa confiance dans la présence du Christ parmi les hommes, son espoir d'épargner à ses enfants tout traumatisme tout en tentant de masquer l'angoisse d'être une cause de chagrin pour sa femme.

### Déportation à Buchenwald (1944)
Le 14 décembre 1943, les cinq hommes inculpés sont déportés ensemble dans un train de wagons à bestiaux vers le camp de concentration de Buchenwald. Arrivé au terme de deux journées émaillées d'évasions, le père Klépinine refuse le peu de privilèges que lui donne la condition de prisonnier français, arrache son insigne et prend celui des prisonniers soviétiques. Avec la moitié des hommes de son convoi, il est envoyé deux semaines plus tard dans le kommando X, dont les prisonniers, à quatre vingt quatre kilomètres de là dans les montagnes du Harz, à Dora, sont contraints à un travail sans nourriture et très peu de repos. Il n'y arrive que le 15 janvier, soit après deux semaines de convoyage, et est affecté au chargement, transport en chariots et déchargement de lourdes dalles. Ces travaux de terrassement, commencés depuis six mois, achèvent le complexe autour de l'usine souterraine où les premières pièces de missiles V2 sont produites dès janvier.

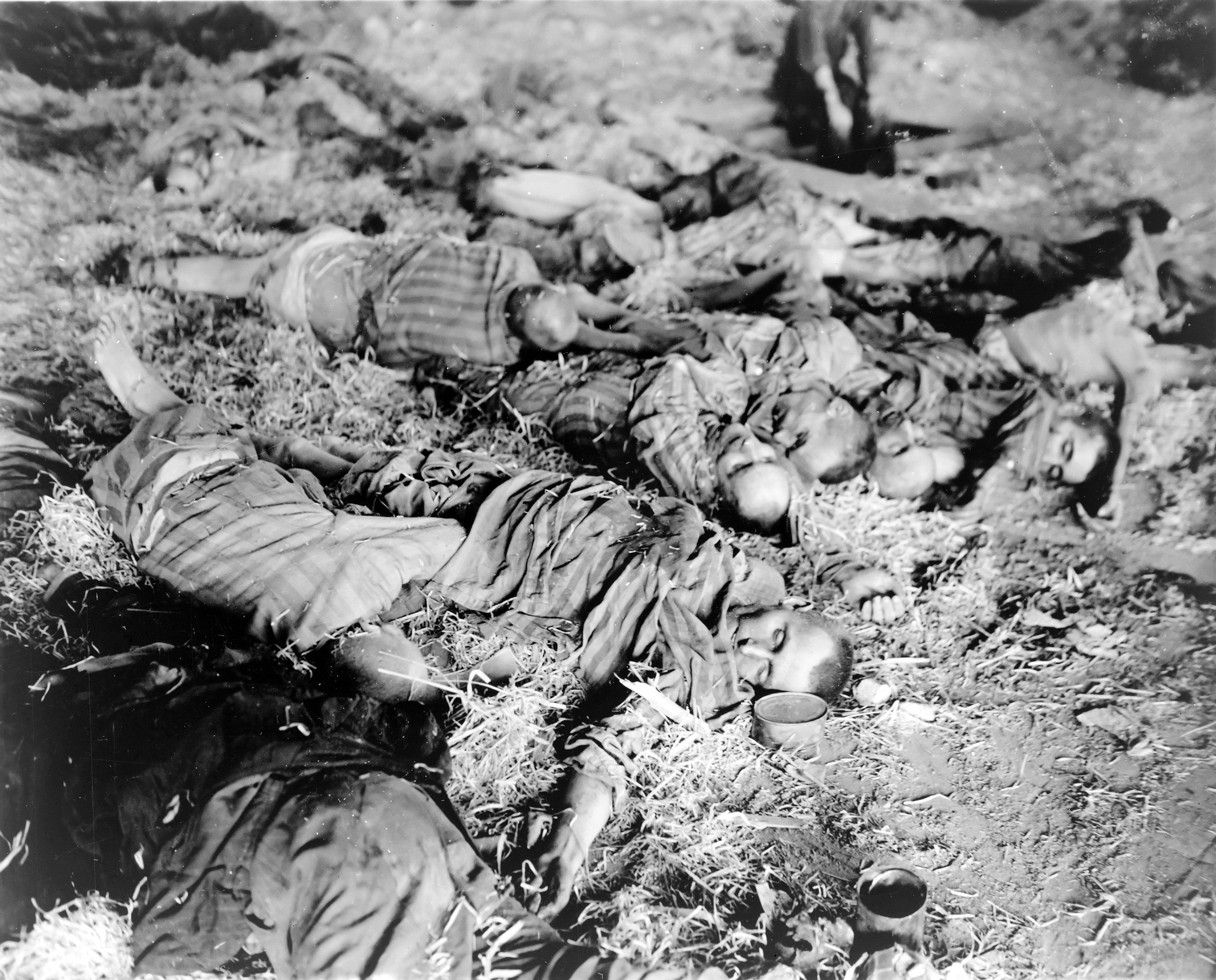
Travailleurs de Dora morts d'épuisement et d'infections sur le sol de leur baraque.

Le père Klépinine souffre d'une pneumonie depuis un appel interminable tenu à tous les vents de l'hiver quand Youra meurt le 6 février. Lui-même est finalement relégué dans le baraquement des malades exemptés de travail sans être soignés, la « Schonung ». C'est là que le mercredi 9 février 1944, son ami Georges Kazatchkine le trouve gisant sur le ciment au milieu des immondices et lui promet de revenir le lendemain. Il meurt le jour même, après qu'à sa demande, un kapo russe présent lui a pris la main pour lui faire faire son signe de croix. Son corps est évacué avec la masse du jour à Buchenwald pour être incinéré dans le four crématoire du camp, Dora n'en étant alors pas encore pourvu.

## Enseignements
« Centrer son attention sur la compréhension du contenu des mots et leur application à la vie [...] Alors, précisément, la prière de la raison deviendra prière du cœur. »

— Le père Klépinine au sujet de la prière comme acte conciliant raison et foi.

« [Quand] celui qui donne oublie le motif de son don et se concentre sur la personne qui demande, alors s'efface la frontière entre moi et autrui. »

— Le chantre Klépinine pressentant une ère sans espérance ni foi mais d'amour.